# Johann Grueber
Johann Grueber (Linz, 1623. október 28. – Sárospatak, 1680. szeptember 30.) jezsuita szerzetes, csillagász, felfedező.

## Élete és munkássága

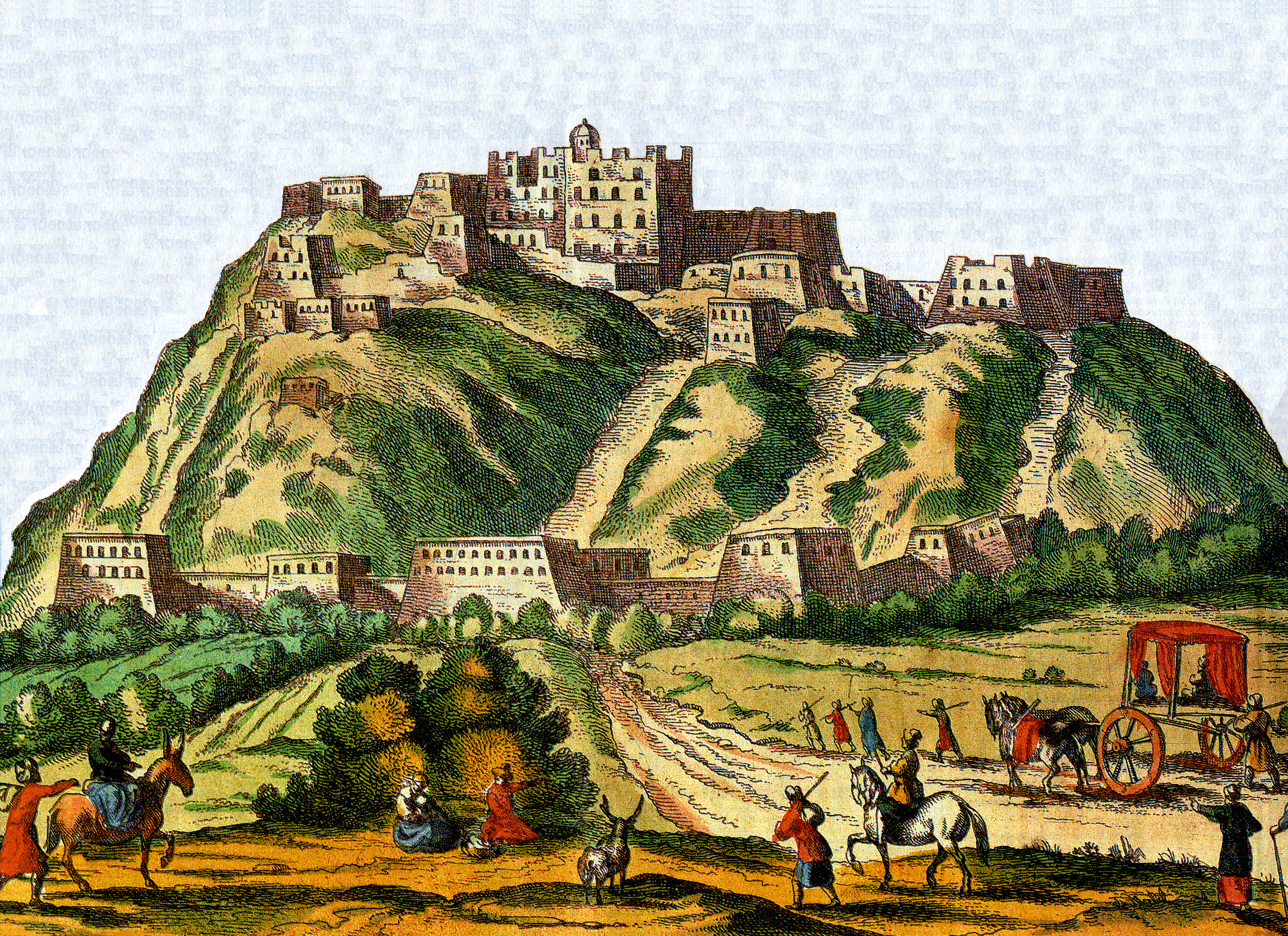
Grueber rajza a Potaláról

Az osztrák születésű Johann Grueber 1641-ben lépett a jezsuita rendbe. Arra a feladatra vállalkozott, hogy szárazföldi utat nyisson Kína felé. 1656-ban másodmagával kelt útra kelt, Szmirna-Ormus-tenger útvonalon. 1658-ban érkezett Makaóba. Innen a fővárosba, Pekingbe ment, ahol Johann Adam Schall von Bell mellett csillagászként tevékenykedett.
1661-ben indult vissza, célja az volt, hogy gyalog érjen Rómába. A kínai császár ajánlólevelével érkezett Lhászába, ahol két hónapot töltött. Találkozott a dalai lámával is. Tibetben tartózkodása alatt rajzban örökített meg a Potalát. Igen pontos és érdekes megfigyeléseket tett az országban, amely európai ember számára addig teljesen ismeretlen volt. Épp ezért Gruebert tekintik az első Tibet-kutatónak. Tibetet elhagyva a Himaláján keresztül az indiai síkságra érkezett, majd a Gangesz mentén haladva Agra városába jutott. Itt Dorville, addigi kalauza és útitársa meghalt. P. Roth-tal Beludzsisztánon, Perzsián és Örményországon keresztül 1664-ben érkezett Rómába, ahol beszámolt az addigi kutatásairól. Tervei szerint szeretett volna visszatérni Kínába, de egészségi állapota megakadályozta ebben. Magyarországra jött és tábori lelkészként tevékenykedett Nagyszombatban, Trencsénben és Sárospatakon.

## Fordítás
- Ez a szócikk részben vagy egészben  a   Johann Grueber című angol Wikipédia-szócikk ezen változatának fordításán alapul.  Az eredeti cikk szerkesztőit annak laptörténete sorolja fel. Ez a jelzés csupán a megfogalmazás eredetét és a szerzői jogokat jelzi, nem szolgál a cikkben szereplő információk forrásmegjelöléseként.